# Zygiella kirgisica
Zygiella kirgisica är en spindelart som beskrevs av Bakhvalov 1974. Zygiella kirgisica ingår i släktet Zygiella och familjen hjulspindlar. Inga underarter finns listade i Catalogue of Life.